# Кудаша (танец)
Кудаша — казахский танец. Поставлен на основе одноимённой народной песни. Ритмичный, быстрый и игровой танец, музыкальный размер которого составляет 2/4. В движениях танца выражается характер шаловливой девчушки. Танец Кудаша исполняется на сценах театров Китайской Народной Республики, Монголии и других стран.